# Josip Jurčič
Josip Jurčič (Ivančna Gorica, 4 marzo 1844 – Lubiana, 3 marzo 1881) è stato uno scrittore sloveno.

## Biografia
Nato in una famiglia di contadini a Muljava, un insediamento (naselja) situato nel comune di Ivančna Gorica, frequentò il ginnasio a Lubiana, quindi studiò filologia classica e slava a Vienna.
A diciassette anni pubblicò il suo primo lavoro: Il racconto del serpente bianco, nel quale è visibile l'influsso delle frequenti conversazioni e passeggiate fatte da bambino con il nonno, alla cui memoria dedicò due anni più tardi un volume di Ricordi di mio nonno, contenente racconti, fiabe e leggende appresi da lui.
Motivi erotici e folcloristici caratterizzano la sua produzione. Sotto l'influsso di Walter Scott si dedicò al racconto popolare e storico, pubblicando Jurij Kozjak, giannizzero sloveno e Domen, rispettivamente basati su vicende di storia slovena del XV e XVIII secolo, e contemporaneamente un racconto d'impressioni, Notte d'Autunno, ambientato fra i cacciatori sloveni. 
Seguirono nel breve giro di pochi anni tre altri racconti: Jurij Kabila, Il contrabbandiere e Due amici, alcuni saggi poetici, Il castello di Rojinie, L'ingegnere del ministero, La figlia del giudice cittadino, per la maggior parte di soggetto storico, e il celebre Il decimo fratello. Ispirato all'opera omonima di Fran Levstik, a sua volta incentrata su una tradizione popolare, è la storia di Martino Spak, decimo figlio, il quale deve andare per il mondo a riscuotere la decima, cioè è destinato a una vita misera e nomade.. Il libro viene considerato il primo romanzo in lingua slovena, dal quale Mirko Polič trasse un'opera lirica.
Tra i maggiori rappresentanti della letteratura realistica slovena, nella sua produzione narrativa, ispirata in gran parte alle lotte tra sloveni e tedeschi, sono rinvenibili elementi del programma letterario di Fran Levstik, del quale Jurčič fu seguace: studio del popolo al fine di realizzare opere per il popolo. L'ambientazione dei suoi testi è quella della vita di campagna e i suoi protagonisti appartengono generalmente alla piccola borghesia.
Tra gli altri suoi lavori: Un montone citato in giudizio e Višnji Gori, di soggetto umoristico, Lo sgherro tedesco e il romanzo breve: Il figlio del vicino, ritratto della vita e dei costumi della campagna, che presenta una commistione di elementi romantici e realistici in una comune storia d'amore a lieto fine.

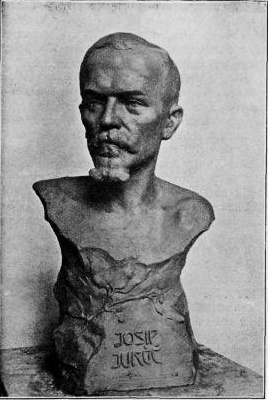
Svitoslav Peruzzi - Josip Jurčič

Dopo un lungo intervallo di attività prevalentemente giornalistica, durato dal 1868 al 1876, pubblicò ancora due racconti storici: Il figlio dell'imperatore contadino e Ivan Eruzen Tattenbach  e successivamente: Il dottor Zober e Fra due sedie, Tugomer (una tragedia in versi, sulle lotte degli Slavi contro i Franchi  del X secolo), il romanzo La bella Vida, ricavato da una popolare leggenda slovena, e Il fiore e il frutto.
Lasciò alcuni lavori incompiuti, come: I briganti, romanzo, ultimato dopo la sua morte su appunti da lui stesso lasciati, e Veronika Deseniska, tragedia tratta dalla vita dei conti sloveni di Celje.

## Opere
(elenco parziale)
- Pripovedke o beli kači (1861)
- Spomini na deda (1863)
- Jurij Kozjak, slovenski janičar (1864)
- Deseti brat (1866)
- Veronika Deseniška (1881)
- Kozlovska sodba v Višnji Gori (1867)

### Traduzioni in italiano
- Il figlio del vicino, in Romanticismo: dodici capolavori della letteratura romantica di ogni paese, traduzione di Enrico Damiani e Janko Jez, Roma, De Carlo, 1944.
- L'arrosto di vitello: quadro della nostra vita di provincia, in Novellieri slavi, traduzione di Ettore Lo Gatto e Enrico Damiani, Roma, De Carlo, 1946.
- Giorgio Kozjak, giannizzero sloveno, traduzione di Ferdinando Kolednik, Milano, Istituto di Propaganda Libraria, 1947.
- La sentenza caprina di Višnja Gora, traduzione di Sergio Sozi e Veronika Simoniti, Ivančna Gorica, Javni sklad Repulike Slovenije za kulturne dejavnosti, 2012.